# Condado de Martin (Indiana)
O Condado de Martin é um dos 92 condados do estado americano de Indiana. A sede do condado é Shoals, e sua maior cidade é Loogootee. O condado possui uma área de 882 km² (dos quais 11 km² estão cobertos por água), uma população de 10 369 habitantes, e uma densidade populacional de 12 hab/km² (segundo o censo nacional de 2000). O condado foi fundado em 1820.